# Lake Yankton

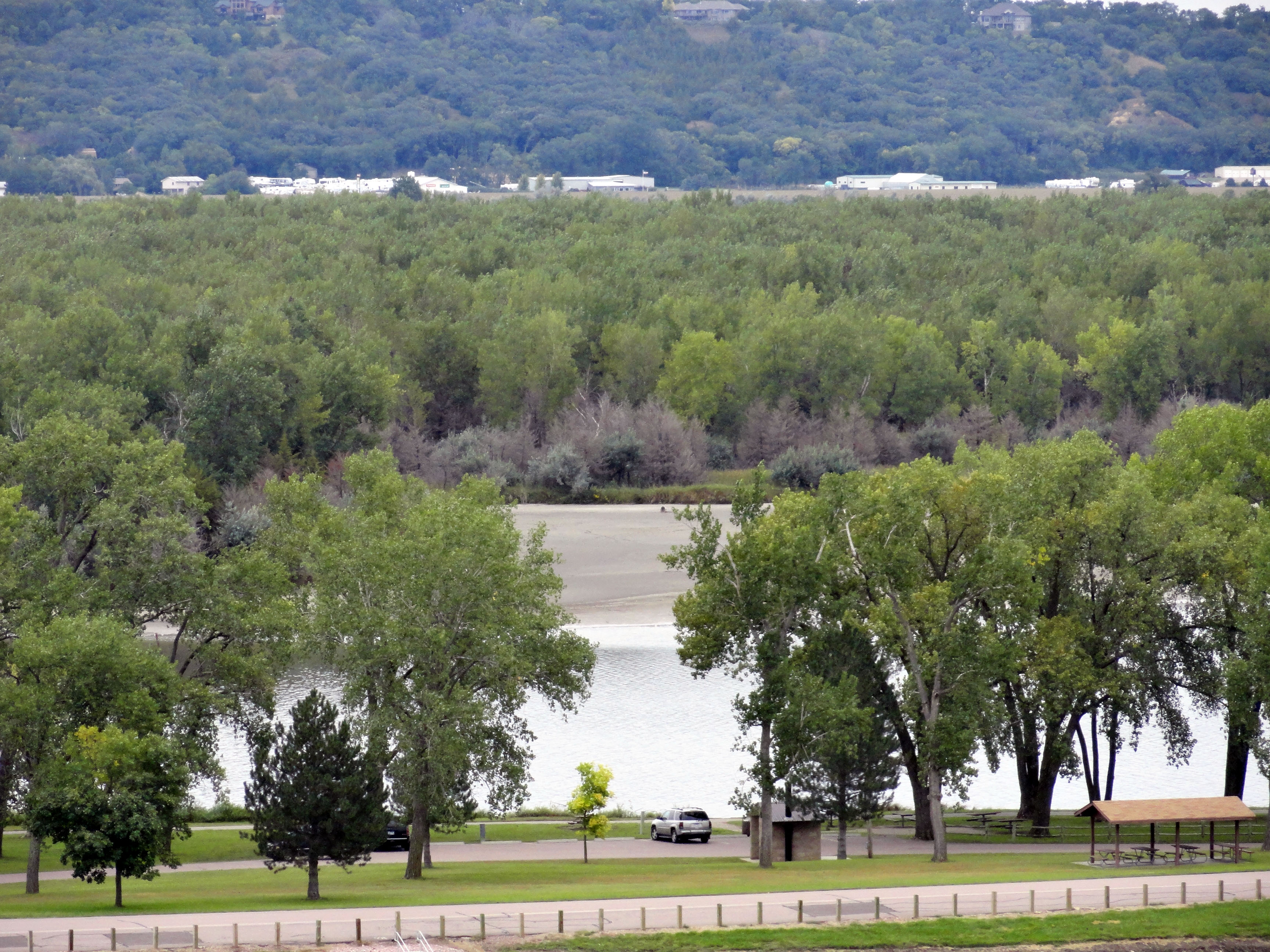
Utsikt mot Lake Yankton från Lewis & Clark Visitor Center

Lake Yankton, också kallad Cottonwood Lake, är en 5,5 meter djup konstgjord sjö som ursprungligen var en del av Missourifloden. Den skapades i samband med bygget av Gavin Points Dam på gränsen mellan de amerikanska delstaterna Nebraska och South Dakota. Sjön är cirka 1 kvadratkilometer stor och ligger strax norr om Missouriflodens huvudfåra, nära staden Yankton.
När Gavins Point Dam byggdes, åren 1952-1957, var man tvungen att ändra Missouriflodens läge. En  vall byggdes för att tvinga ner floden i det  nya flodläget och den skapade en barriär mellan Lake Yankton och  Missourifloden. Sjön dämdes senare upp av hänsyn till fiske, djur- och friluftsliv.
En tidigare sandbank i Missourifloden bildar nu ön Lake Yankton Island. Den är cirka 49 hektar stor och växtligheten domineras av jättepoppel (Populus trichocarpa).